# بيت خميس (شبام كوكبان)

تعديل مصدري - تعديل

بيت خميس هي إحدى قرى عزلة ضلاع الأعلى بمديرية شبام كوكبان التابعة لمحافظة المحويت، بلغ تعداد سكانها 523 نسمة حسب تعداد اليمن لعام 2004.